# Медуларі (Вилча)
Медуларі (рум. Mădulari) — село у повіті Вилча в Румунії. Входить до складу комуни Медуларі.
Село розташоване на відстані 161 км на захід від Бухареста, 51 км на південний захід від Римніку-Вилчі, 45 км на північний схід від Крайови.

## Населення
За даними перепису населення 2002 року у селі проживали 425 осіб, усі — румуни. Усі жителі села рідною мовою назвали румунську.